# Srednji izakronski heksekontaeder
| Srednji ikozakronski heksaeder          | Srednji ikozakronski heksaeder                         |
| --------------------------------------- | ------------------------------------------------------ |
|                                         |                                                        |
| Vrsta                                   | zvezdni polieder                                       |
| Elementi                                | F = 60, E = 120, V =44 ({\displaystyle \chi \,} = -16) |
| Grupa simetrije                         | Ih, [5,3], *532                                        |
| Sklici                                  | DU44                                                   |
| ikozidodekadodekaeder (dualni polieder) |                                                        |

Srednji izakronski heksekontaeder je nekonveksen izoederski polieder. Njegovo dualno telo  je uniformni je ikozidodekadodekaeder.

## Vir
- Wenninger, Magnus (1983), Dual Models, Cambridge University Press, ISBN 978-0-521-54325-5, MR730208